# Pleuronichthys decurrens

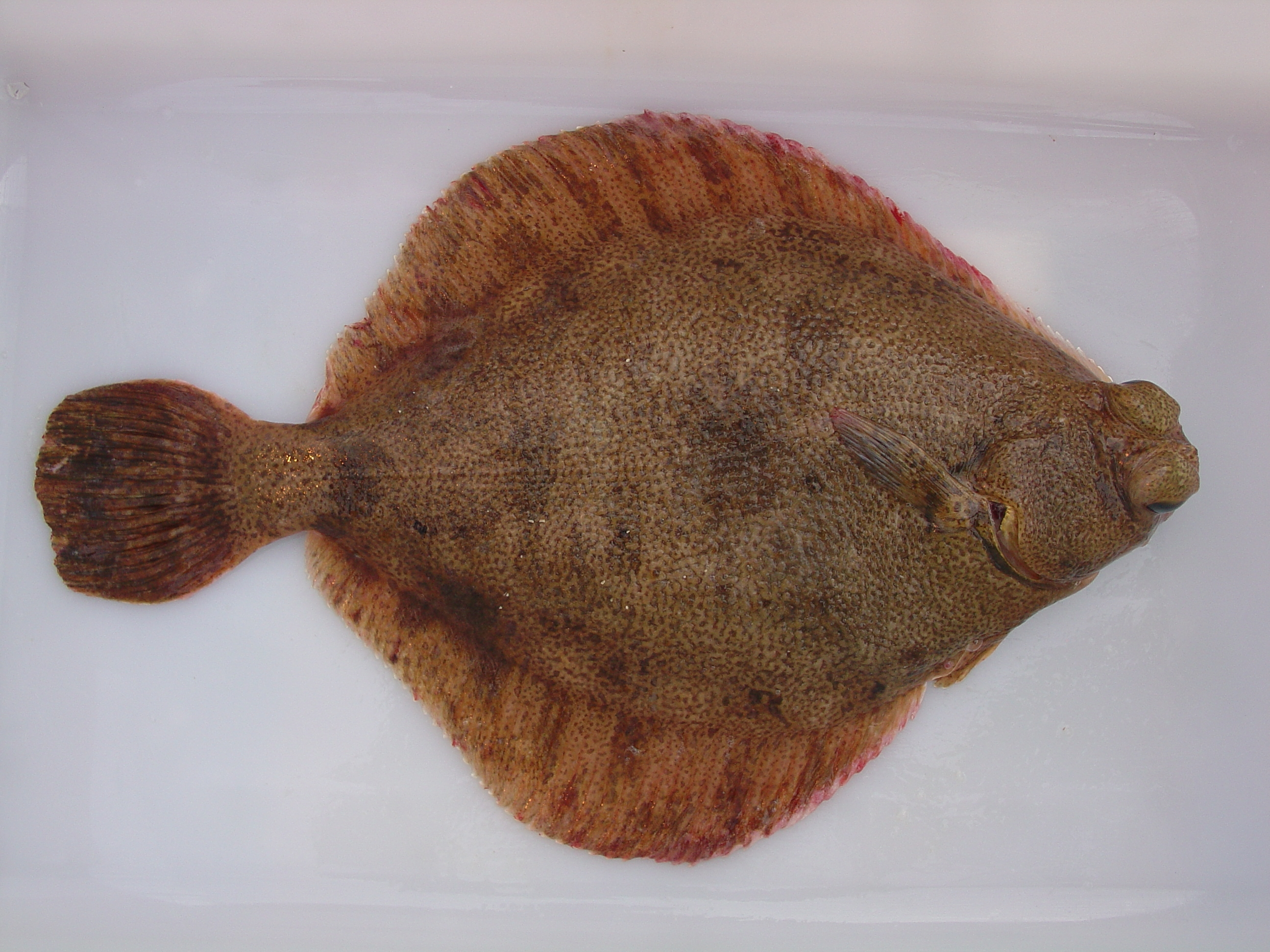

Pleuronichthys decurrens is een straalvinnige vissensoort uit de familie van schollen (Pleuronectidae). De wetenschappelijke naam van de soort is voor het eerst geldig gepubliceerd in 1881 door Jordan & Gilbert.